# Antonio Catania
Antonio Catania (Acireale, 22 febbraio 1952) è un attore italiano.

## Biografia
Nato ad Acireale, ma cresciuto a Milano, frequenta il corso di Filosofia all'Università Statale di Milano ma si diploma alla scuola del Piccolo Teatro di Milano. Partecipa a diverse trasmissioni televisive, e spettacoli teatrali. Nel cinema ha spesso lavorato con il regista Gabriele Salvatores con il quale ha debuttato nel 1987 nel film Kamikazen - Ultima notte a Milano.
Dopo un primo ruolo importante in Pane e tulipani di Silvio Soldini, è apparso nei film di Aldo, Giovanni e Giacomo Così è la vita, Chiedimi se sono felice e La leggenda di Al, John e Jack e in quelli di Carlo Verdone Ma che colpa abbiamo noi, per cui riceve una nomination al David di Donatello come miglior attore non protagonista, e L'amore è eterno finché dura. Nel 2003 affianca Violante Placido nel film Gli indesiderabili. Nel 2007 partecipa al film Viaggio in Italia - Una favola vera e nel 2016 ad Attesa e cambiamenti.
Dal 2007 al 2010 è nella serie televisiva Boris, dove interpreta Diego Lopez, il delegato della rete. Nel 2011 è ancora Diego Lopez in Boris - Il film. Nella stagione 2011-2012 è in tournée teatrale con la commedia Se devi dire una bugia dilla ancora più grossa per la regia di Gianluca Guidi, che riprenderà dal 2019, mentre nella stagione 2014-2015 è in tournée con Il prestito.

## Filmografia

### Cinema
- Dolce assenza, regia di Claudio Sestieri (1986)
- Kamikazen - Ultima notte a Milano, regia di Gabriele Salvatores (1987)
- Mediterraneo, regia di Gabriele Salvatores (1991)
- Puerto Escondido, regia di Gabriele Salvatores (1992)
- Per non dimenticare, regia di Massimo Martelli (1992)
- Mille bolle blu, regia di Leone Pompucci (1993)
- Quando le montagne finiscono, regia di Daniele Carnacina (1994)
- Anime fiammeggianti, regia di Davide Ferrario (1994)
- Sud, regia di Gabriele Salvatores (1993)
- Camerieri, regia di Leone Pompucci (1995)
- Il cielo è sempre più blu, regia di Antonello Grimaldi (1995)
- La classe non è acqua, regia di Cecilia Calvi (1996)
- Vesna va veloce, regia di Carlo Mazzacurati (1996)
- Cuori al verde, regia di Giuseppe Piccioni (1996)
- Uomo d'acqua dolce, regia di Antonio Albanese (1996)
- Cuba libre - Velocipedi ai tropici, regia di David Riondino (1997)
- Nirvana, regia di Gabriele Salvatores (1997)
- In barca a vela contromano, regia di Stefano Reali (1997)
- Guarda il cielo!, regia di Piergiorgio Gay (1997)
- Il carniere, regia di Maurizio Zaccaro (1997)
- La cena, regia di Ettore Scola (1998)
- Così è la vita, regia di Aldo, Giovanni e Giacomo, Massimo Venier (1998)
- Asini, regia di Antonello Grimaldi (1999)
- Besame mucho, regia di Maurizio Ponzi (1999)
- Ormai è fatta!, regia di Enzo Monteleone (1999)
- Pane e tulipani, regia di Silvio Soldini (2000)
- Ogni lasciato è perso, regia di Piero Chiambretti (2000)
- Chiedimi se sono felice, regia di Aldo, Giovanni e Giacomo, Massimo Venier (2000)
- Qui non è il paradiso, regia di Gianluca Maria Tavarelli (2000)
- Come si fa un Martini, regia di Kiko Stella (2001)
- Bimba - È clonata una stella, regia di Sabina Guzzanti (2001)
- Ribelli per caso, regia di Vincenzo Terracciano (2001)
- Il consiglio d'Egitto, regia di Emidio Greco (2002)
- Ma che colpa abbiamo noi, regia di Carlo Verdone (2002)
- La leggenda di Al, John e Jack, regia di Aldo, Giovanni e Giacomo, Massimo Venier (2002)
- Il segreto del successo, regia di Massimo Martelli (2003)
- Segreti di Stato, regia di Paolo Benvenuti (2003)
- L'amore è eterno finché dura, regia di Carlo Verdone (2004)
- 4-4-2 - Il gioco più bello del mondo, regia di Michele Carrillo, Claudio Cupellini, Roan Johnson, Francesco Lagi (2005)
- Gli indesiderabili, regia di Pasquale Scimeca (2005)
- Liscio, regia di Claudio Antonini (2006)
- La cura del gorilla, regia di Carlo Arturo Sigon (2006)
- Il caimano, regia di Nanni Moretti (2006)
- Appuntamento a ora insolita, regia di Stefano Coletta (2006)
- Prova a volare, regia di Lorenzo Cicconi Massi (2007)
- Notturno bus, regia di Davide Marengo (2007)
- Viaggio in Italia - Una favola vera, regia di Paolo Genovese e Luca Miniero (2007)
- Diverso da chi?, regia di Umberto Carteni (2008)
- La bella gente, regia di Ivano De Matteo (2009)
- Piede di Dio, regia di Luigi Sardiello (2009)
- Il pasticciere, regia di Luigi Sardiello (2010)
- Boris - Il film, regia di Giacomo Ciarrapico, Mattia Torre, Luca Vendruscolo (2011)
- Bar Sport, regia di Massimo Martelli (2011)
- La peggior settimana della mia vita, regia di Alessandro Genovesi (2011)
- Il peggior Natale della mia vita, regia di Alessandro Genovesi (2012)
- Mirafiori Lunapark, regia di Stefano Di Polito (2014)
- Loro chi?, regia di Francesco Miccichè e Fabio Bonifacci (2015)
- Belli di papà, regia di Guido Chiesa (2015)
- I babysitter, regia di Giovanni Bognetti (2016)
- The Wait, regia di Tiziana Bosco (2016)
- Ho amici in Paradiso, regia di Fabrizio Maria Cortese (2016)
- Una nobile causa, regia di Emilio Briguglio (2016)
- L'ora legale, regia di Ficarra e Picone (2017)
- Classe Z, regia di Guido Chiesa (2017)
- Tiro Libero, regia di Alessandro Valori (2017)
- Puoi baciare lo sposo, regia di Alessandro Genovesi (2018)
- Una storia senza nome, regia di Roberto Andò (2018)
- Ricchi di fantasia, regia di Francesco Miccichè (2018)
- Un nemico che ti vuole bene, regia di Denis Rabaglia (2018)
- 10 giorni senza mamma, regia di Alessandro Genovesi (2019)
- Odissea nell'ospizio, regia di Jerry Calà (2019)
- Dolce fine giornata, regia di Jacek Borcuch (2019)
- Gli anni amari, regia di Andrea Adriatico (2020)
- Tutti per Uma, regia di Susy Laude (2021)
- Free - Liberi, regia di Fabrizio Maria Cortese (2021)
- Improvvisamente Natale, regia di Francesco Patierno (2022)
- Il ritorno di Casanova, regia di Gabriele Salvatores (2023)
- Evelyne tra le nuvole, regia di Anna Di Francisca (2023)
- Phobia, regia di Antonio Abbate (2023)
- Succede anche nelle migliori famiglie, regia di Alessandro Siani (2024)
- Zamora, regia di Neri Marcorè (2024)
- 30 anni (di meno), regia di Mauro Graiani (2024)
- Napoli - New York, regia di Gabriele Salvatores (2024)
- Dove osano le cicogne, regia di Fausto Brizzi (2025)
- L'invisibile filo rosso, regia di  Alessandro Bencivenga (2025)

### Televisione
- Carissimi, la nebbia agli irti colli, regia di Guido Tosi - varietà (1979-80)
- Zanzibar, regia di Marco Mattolini – sitcom (1988)
- Dio vede e provvede 2 – serie TV, 12 episodi (1996)
- Disokkupati – sitcom (1997)
- Ultima pallottola, regia di Michele Soavi – miniserie TV, 2 episodi (2003)
- Caterina e le sue figlie 2 – serie TV (2006)
- Il giudice Mastrangelo – serie TV, 10 episodi (2005-2007)
- Crimini – serie TV, episodio 1x01 (2007)
- 'O professore – miniserie TV (2008)
- Boris – serie TV, 50 episodi (2007-2010-2022)
- Ho sposato uno sbirro – serie TV, 10 episodi (2008)
- Mogli a pezzi, regia di Vincenzo Terracciano e Alessandro Benvenuti – miniserie TV (2008)
- Paolo VI - Il papa nella tempesta, regia di Fabrizio Costa – miniserie TV, 2 episodi (2008)
- Un coccodrillo per amico, regia di Francesca Marra – film TV (2009)
- Crimini 2 – serie TV (2009)
- Tutti per Bruno – serie TV, 12 episodi (2010)
- Ho sposato uno sbirro 2 – serie TV, 24 episodi (2010)
- Agata e Ulisse, regia di Maurizio Nichetti – film TV (2011)
- Benvenuti a tavola - Nord vs Sud – serie TV, 34 episodi (2012-2013)
- Il candidato - Zucca presidente – serie TV, 40 episodi (2014)
- Squadra mobile – serie TV, 32 episodi (2015-2017)
- Felicia Impastato, regia di Gianfranco Albano – film TV (2016)
- Don Matteo – serie TV, episodio 12x07 (2020)
- The Bad Guy – serie TV (2022-2024)

### Cortometraggi
- Colorado, regia di Gabriele Salvatores (1994)
- Noiseless Hotel, regia di Luigi Favali (2007)
- Con un sorriso, regia di Fabrizio Sergi (2012)
- GONG!, regia di Giovanni Battista Origo (2017)

## Teatro
- La Commedia da due lire, regia di Giampiero Solari (1990)
- Se devi dire una bugia dilla ancora più grossa di Ray Cooney, regia di Gianluca Guidi (2011-2012)
- Il prestito (2014-2015)
- Hollywood di Ron Hutchinson, regia di Virginia Acqua, Teatro Ambra Jovinelli di Roma (2016)
- L'operazione, regia di Stefano Reali (2018-2019)
- I Cavalieri, regia Giampiero Solari (2018)
- Anfitrione, regia di Filippo Dini (2019)
- Se devi dire una bugia dilla ancora più grossa, di Ray Cooney (2019-in corso)
- Uomo tra gli uomini, regia di Giancarlo Fares (2020)
- Azzurro - Stralci di vita, di Paola Ponti, regia di Carmen Giardina (2024) [2]

## Pubblicità
- Fiat Tipo (1992)
- Spizzico (2000)

## Voce

### Lettura
- La casa del sonno di Jonathan Coe, audiolibro

## Riconoscimenti
- David di Donatello
  - 2003 – Candidatura al miglior attore non protagonista per Ma che colpa abbiamo noi

- Nastro d'argento
  - 1999 – Miglior attore non protagonista, con l'intero cast, per La cena
  - 2002 – Candidatura al migliore attore protagonista per Ribelli per caso

- Ciak d'oro
  - 1994 – Candidatura al migliore attore non protagonista per Mille bolle blu
  - 1998 – Candidatura al migliore attore non protagonista per In barca a vela contromano
  - 2003 – Candidatura al migliore attore non protagonista per Ma che colpa abbiamo noi
  - 2012 – Candidatura al migliore attore non protagonista per La peggior settimana della mia vita